# José María Ots
José María Ots Capdequí (Valencia, 5 de diciembre de 1893-Benimodo, 20 de septiembre de 1975). Fue un historiador español del Derecho, especialmente del Derecho colonial en América, también denominado Derecho Indiano.

## Biografía
Fue alumno de Rafael Altamira en su cátedra de la Universidad Central de Madrid, donde realizó su tesis doctoral con el título Bosquejo histórico de los derechos de la mujer en la legislación de Indias. A lo largo de su vida científica José María Ots mantuvo su relación discípulo-maestro con Altamira, y compartió con él parecido destino vital: el exilio americano tras la guerra civil española. En 1921 obtuvo la cátedra de Historia de la Facultad de Derecho de Barcelona, la que permutó antes de terminar el año por la cátedra de Oviedo. Con posterioridad pasó a desempeñar la misma cátedra en la Universidad de Sevilla (1924) y en la Universidad de Valencia (1931), si bien en esta última ciudad su presencia fue muy breve, pues fue comisionado para trasladarse de nuevo a la capital hispalense con el fin de diseñar y poner en marcha los estudios americanistas de su Universidad. Entre 1932 y 1936 dirigió el Centro de Estudios de Historia de América, perteneciente a la Universidad, al que le fue concedido la facultad de otorgar el grado de doctor en Historia de América. En la puesta en marcha del centro contó con la ayuda de los dirigentes de la Junta de Ampliación de Estudios y de diversos profesores e intelectuales sevillanos. 
Este Centro sería el antecedente, una vez depurado su personal tras la Guerra Civil, de la Escuela de Estudios Hispano-Americanos, dependiente del Consejo Superior de Investigaciones Científicas. Desde 1928, Ots Capdequí también dirigió el  Instituto Hispano Cubano que financió el mecenas Rafael González Abreu. El levantamiento militar del 18 de julio de 1936 sorprendió a Ots Capdequí en Valencia, ciudad en donde fundó y presidió la Alianza d'Intelectuals per la Defensa de la Cultura. Finalizada la Guerra Civil, se exilió en América, dando clases en la Universidad Nacional de Colombia. En 1953 regresó a su ciudad natal, siéndole devuelta su cátedra de Historia del Derecho pocos meses antes de jubilarse en 1963. Tras una larga vida dedicada a la docencia y a la investigación
americanista, Ots Capdequí murió en Benimodo (Valencia) el 20 de septiembre de 1975, a los 81 años de edad.
Autor de numerosas investigaciones, solo vamos a resaltar algunas de sus monografías, damos constancia de la fecha de publicaciones, pero hay que tener en cuenta que pudo haber ediciones anteriores. 
- Ots Capdequí, José María (1920). Bosquejo histórico de los derechos de la mujer en la legislación de Indias. Madrid: Reus.
- Ots Capdequí, José María (1946). El Estado Español en las Indias. México, D. F.: Fondo de Cultura Económica.
- Ots Capdequí, José María (1959). España en América: el régimen de tierras en la época colonial. México, D. F.: Fondo de Cultura Económica.
- Ots Capdequí, José María (1952). España en América :las instituciones coloniales (2ª edición). Bogotá: Universidad Nacional de Colombia.
- Ots Capdequí, José María (1952). Instituciones de Gobierno del Nuevo Reino de Granada durante el siglo XVIII (2ª edición). Bogotá: Universidad Nacional de Colombia.
- Ots Capdequí, José María (1968). Historia del Derecho español en América y del Derecho indiano. Madrid: Aguilar. ISBN 978-84-03-25044-4.
- Ots Capdequí, José María; Malagón Barceló, Javier (1983). Solorzano y la política indiana (2ª edición). México: Fondo de Cultura Económica. ISBN 968-16-1334-1.
- Ots Capdequí, José María (1992). Obra dispersa. Valencia: Generalitat de Valencia. ISBN 978-84-7890-838-7.